# Orfeu (film, 1999)
Pour les articles homonymes, voir Orfeu (homonymie).
Pour plus de détails, voir Fiche technique et Distribution.
Orfeu est un film dramatique brésilien réalisé par Carlos Diegues, sorti en 1999. 
Le scénario du film est tiré d'une pièce de théâtre du poète Vinícius de Moraes, adapté par João Emanuel Carneiro, Carlos Diegues, Paulo Lins, Hamílton Vaz Pereira et Hermano Vianna. La même pièce avait servi de base à un film de Marcel Camus en 1959, Orfeu Negro, palme d'or au festival de Cannes cette même année 1959 puis Oscar du meilleur film étranger en 1960. Un film critiqué par Carlos Diegues, malgré sa bande son célèbre créée sous la direction musicale de Antônio Carlos Jobim,.
La musique du film de Carlos Diegues est de Caetano Veloso,.

## Distribution
- Toni Garrido : Orfeu
- Patrícia França : Eurídice
- Murilo Benício : Lucinho
- Zezé Motta : Conceição
- Milton Gonçalves : Inácio
- Isabel Fillardis : Mira
- Maria Ceiça : Carmen
- Stepan Nercessian : Pacheco
- Maurício Gonçalves : Pecê
- Lúcio Andrey : Piaba
- Eliezer Motta : Stallone
- Sérgio Loroza : Coice
- Castrinho : Oswaldo
- Nelson Sargento : ele próprio
- Cássio Gabus Mendes : Pedro
- Ed Oliveira : Paraíba

## Distinctions

### Récompenses
- Grande Prêmio do Cinema Brasileiro 2000 : meilleur film